# Bactericera curvatinerivs
Bactericera curvatinerivs är en insektsart som först beskrevs av Förster 1848.  Bactericera curvatinerivs ingår i släktet Bactericera, och familjen spetsbladloppor. Arten är reproducerande i Sverige.